# マルスダレガイ科
マルスダレガイ科（マルスダレガイか、Veneridae）は、二枚貝綱異歯亜綱の1科である。
二枚貝最大の科で、約500–800種が属す。

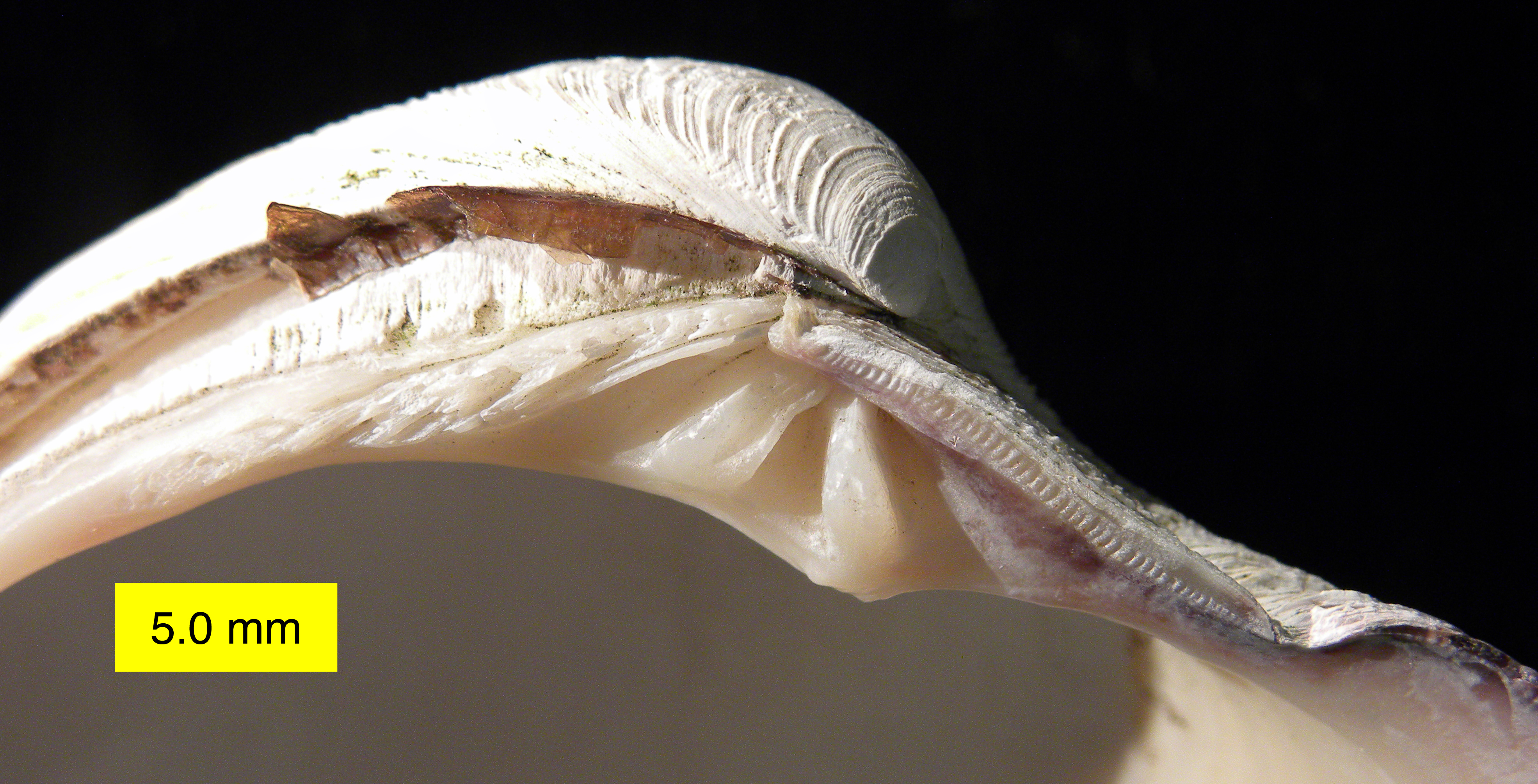
Mercenaria mercenaria.

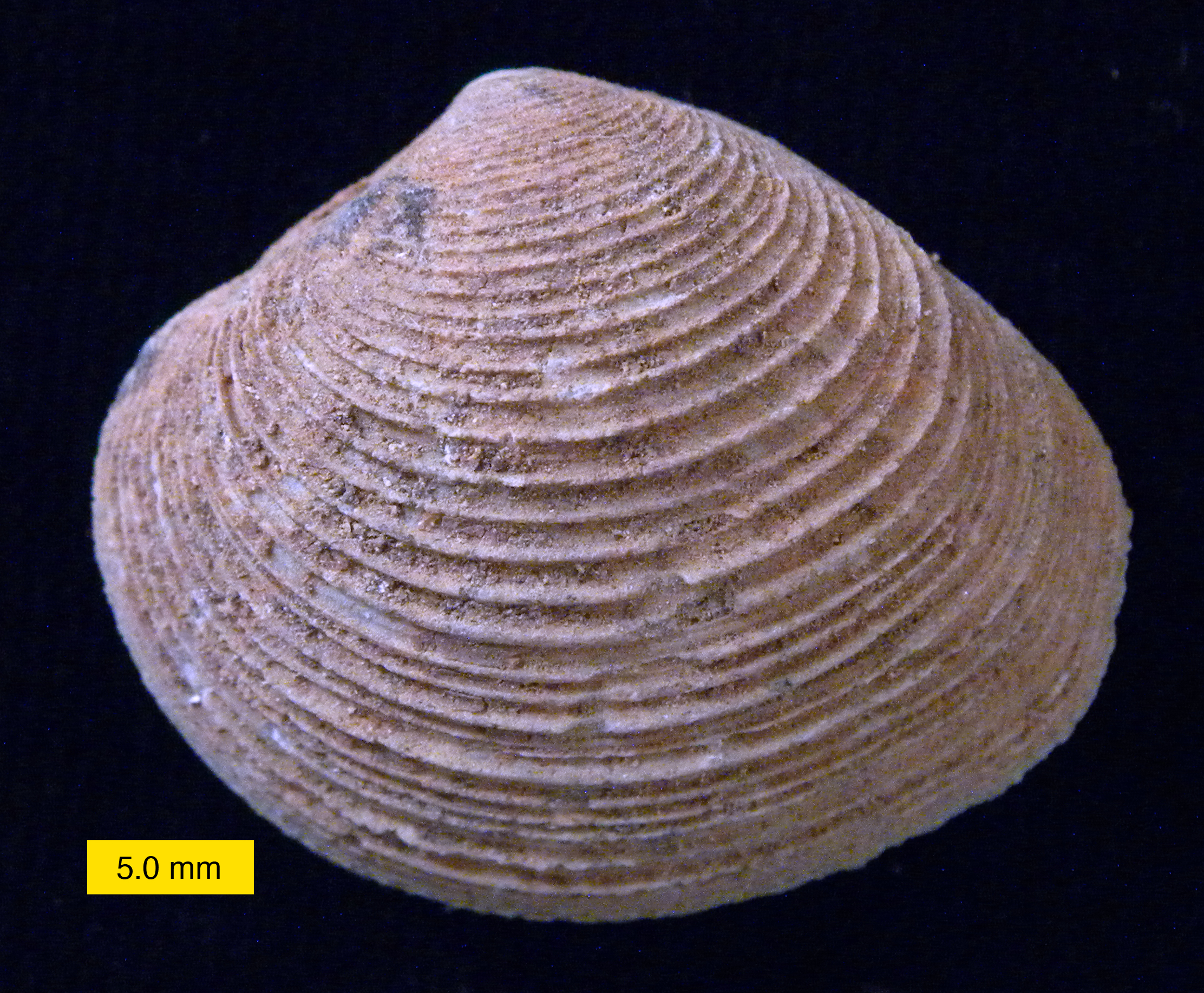

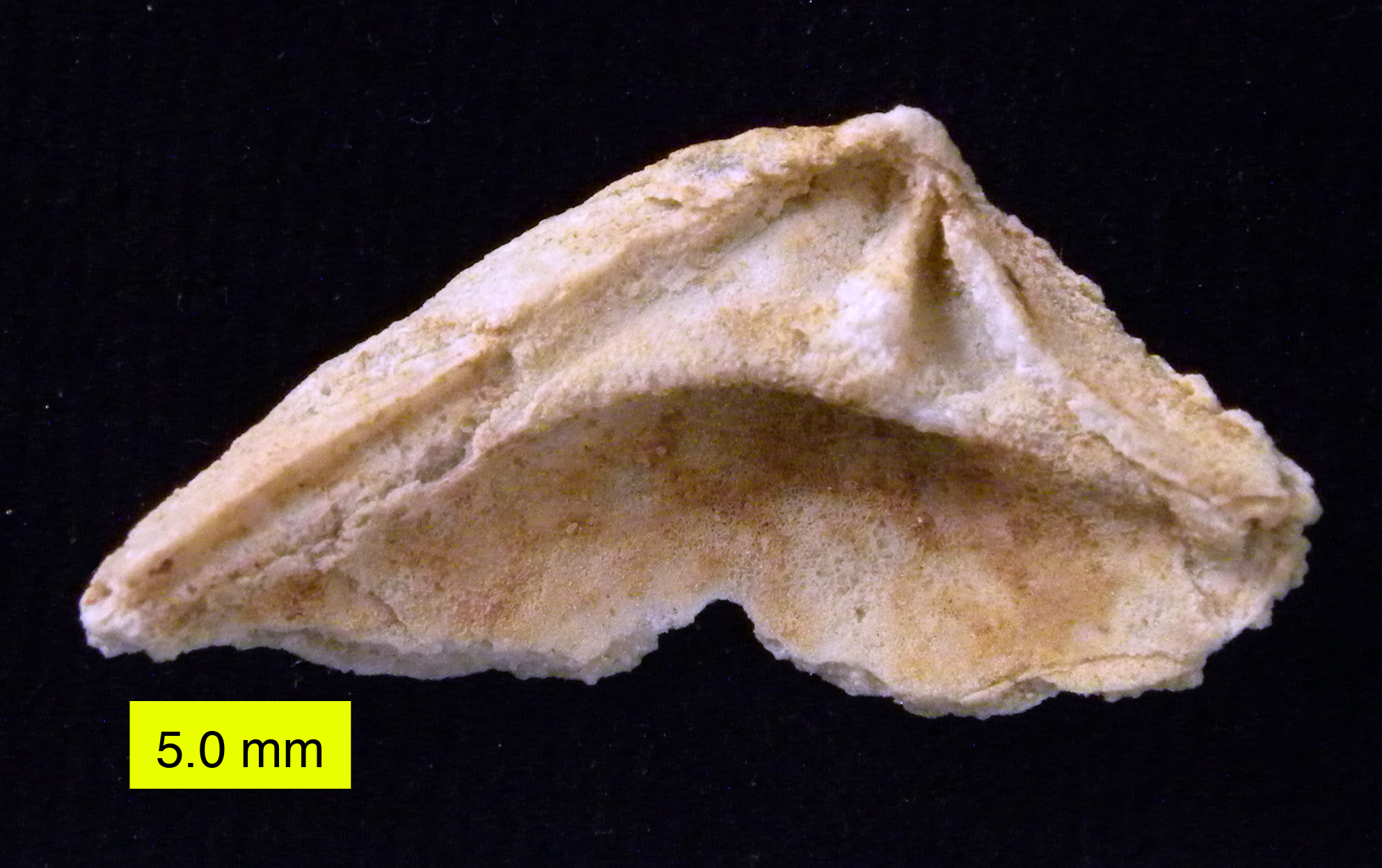

食用種も多く、日本でよく食べられる種にはアサリ、ハマグリ等がある。英語では食用種はクラム clam と呼ばれ（ただしクラムは本科に限定されない）、アメリカではホンビノスガイ（ハードクラム）がよく食べられる。イタリア語ではヴォンゴラ vongola と呼ばれる。

## 特徴
最小で4ミリメートル、最大で10センチメートル程度の、小型の貝である。
多くは泥や砂浜に潜って暮らす。

## 分類
マルスダレガイ上科 Veneroidea の模式科である。マルスダレガイ上科には5科前後が属したが、そのうちイワホリガイ科 Petricolidae とノミハマグリ科 Turtoniidae は亜科としてマルスダレガイ科に含められるようになった。

## 種類

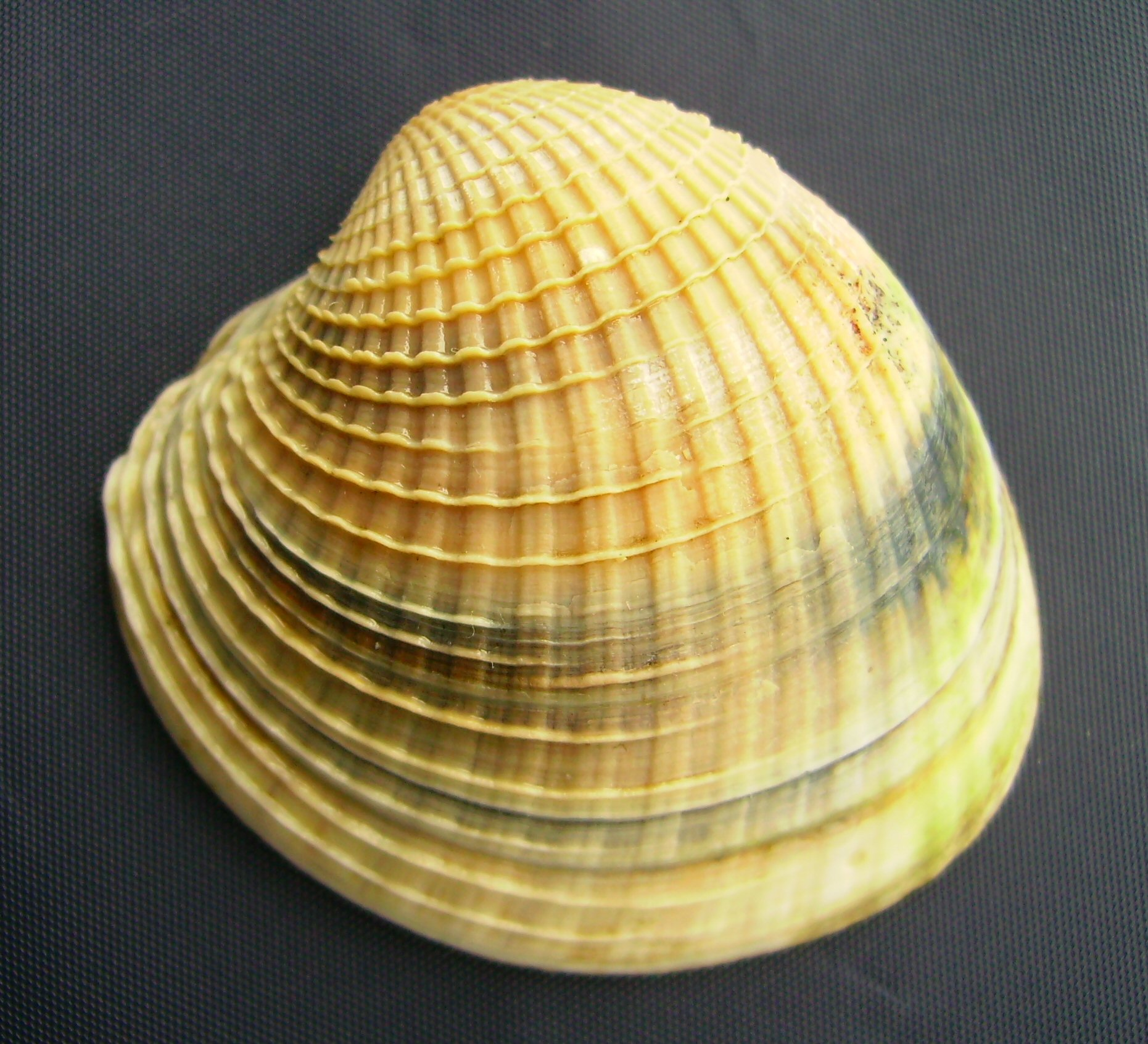
New Zealand littleneck clams

ハナガイ亜科 Chioninae
Chione (ヌノメオオハナガイ), Anomalocardia (シオヤガイ), Bassina (イジンノユメ), Callanaitis (ユメハマグリ), Chamelea (ガリアハマグリ) ?, Clausinella ?, Humilaria, Mercenaria (ホンビノスガイ), Placamen (ハナガイ), Protothaca (ヌノメアサリ), Tawera (コトリハナガイ), Timoclea (チリメンカノコアサリ）
シラオガイ亜科 Circinae
Circe (シラオガイ), Gouldia, Gafrarium (ケマンガイ), Parvicirce
フスマガイ亜科 Clementiinae
Clementia (フスマガイ), Compsomyax, Egesta, Psathura
オキシジミ亜科 Cyclininae
Cyclina (オキシジミ), Cyclinella (チリキオキシジミ), Cyclinorbis ?, Cyprimeria, Frigichione ?, Paleomarcia ?
カガミガイ亜科 Dosiniinae
Dorsinia (カガミガイ）
マメツブガイ亜科 Gemminae
Gemma (マメツブガイ), Nutricola, Parastarte, Plesiastarte
ハマグリ亜科 Meretricinae
Meretrix (ハマグリ), Tivela (メキシコハマグリ), Tivelina, Transennella
イワホリガイ亜科 Petricolinae
Petricola (イワホリガイ), Lajonkairia, Mysia
ユウカゲハマグリ亜科 Pitarinae
Pitar (ユウカゲハマグリ), Amiantis (キキョウハマグリ), Callista (マツヤマノワスレ), Callocardia, Costacallista (フジイロハマグリ), Dollfusia, Dosiniopsis, Lepidocardia, Lioconcha (サラサガイ), Megapitaria (コガネハマグリ), Notocallista, Pelecyora, Saxidomus (アラスカバタハマグリ、ウチムラサキ), Sinodiella, Transenpitar
コンゴウハマグリ亜科 Samarangiinae
Samarangia (コンゴウハマグリ）
ワスレガイ亜科 Sunettinae
Sunetta (ワスレガイ), Meroena
アサリ亜科 Tapetinae
Austrovenus, Tapes (アサリ、ヨーロッパアサリ), Eumarcia, Eurhomalea, Gomphina (オンドリハマグリ、コタマガイ、フキアゲアサリ), Irus (マツカゼガイ), Katelysia (スダレハマグリ), Liocyma (エゾハマグリ), Macridiscus (オキアサリ), Marcia, Paphia (スダレガイ), Psephidia, Venerella, Veneritapes, Venerupis (ベルギーアサリ）
ノミハマグリ亜科 Turtoniinae
Turtonia (ノミハマグリ）
マルスダレガイ亜科 Venerinae
Venus, Ameghinomya, Antigona (サツマアサリ), Circomphalus (アフリカビノスガイ), Dosina, Globivenus, Paphia undulata (イヨスダレ),Periglypta (アラヌノメガイ), Ventricolaria (マルスダレガイ)
Keen (1969) による12亜科が標準的な分類である。これに、イワホリガイ亜科とノミハマグリ亜科を加えた14亜科を示す。属の分類は諸説あり、これより細かく分ける説も大きく分ける説もある。
これらのうちハナガイ亜科とマルスダレガイ亜科は特に近縁で、分離できない、もしくは、別の亜科ではあるがハナガイ亜科の Chamelea と Clausinella が Venus に近縁でありマルスダレガイ亜科に移されるべきであるとされる。また、いくつかの亜科は単系統ではないという報告もある